# Лексінгтон (Північна Кароліна)
Лексінгтон (англ. Lexington) — місто (англ. city) в США, в окрузі Девідсон штату Північна Кароліна. Населення — 19 632 особи (2020).

## Географія
Лексінгтон розташований за координатами 35°48′6″ пн. ш. 80°16′6″ зх. д. / 35.80167° пн. ш. 80.26833° зх. д. (35.801749, -80.268211).  За даними Бюро перепису населення США в 2010 році місто мало площу 46,56 км², уся площа — суходіл.

### Клімат
| Клімат : Лексінгтон                        | Клімат : Лексінгтон | Клімат : Лексінгтон | Клімат : Лексінгтон | Клімат : Лексінгтон | Клімат : Лексінгтон | Клімат : Лексінгтон | Клімат : Лексінгтон | Клімат : Лексінгтон | Клімат : Лексінгтон | Клімат : Лексінгтон | Клімат : Лексінгтон | Клімат : Лексінгтон | Клімат : Лексінгтон |
| Показник                                   | Січ.                | Лют.                | Бер.                | Квіт.               | Трав.               | Черв.               | Лип.                | Серп.               | Вер.                | Жовт.               | Лист.               | Груд.               | Рік                 |
| Середній максимум, °C                      | 9,8                 | 12,4                | 17,4                | 22,5                | 26,3                | 29,7                | 31,7                | 30,8                | 27,6                | 22,2                | 16,5                | 11,4                | 21,5                |
| Середній мінімум, °C                       | −1,9                | −0,6                | 3,3                 | 7,4                 | 12,5                | 17,2                | 19,5                | 18,6                | 15,1                | 8,2                 | 3,3                 | −0,6                | 8,5                 |
| Середня кількість сонячних годин на місяць | 170,5               | 175,2               | 229,4               | 246,0               | 260,4               | 270,0               | 269,7               | 248,0               | 225,0               | 220,1               | 174,0               | 164,3               | 2652                |
| Норма опадів, мм                           | 103                 | 96                  | 109                 | 92                  | 100                 | 103                 | 98                  | 92                  | 98                  | 89                  | 88                  | 86                  | 1154                |
| Днів з опадами                             | 10,2                | 9,3                 | 10,2                | 9,0                 | 10,0                | 9,5                 | 10,4                | 8,4                 | 7,7                 | 6,6                 | 8,8                 | 9,6                 | 109,7               |
| Днів зі снігом                             | 0,8                 | 0,9                 | 0,4                 | 0                   | 0                   | 0                   | 0                   | 0                   | 0                   | 0                   | 0                   | 0,3                 | 2,4                 |
| ------------------------------------------ | ------------------- | ------------------- | ------------------- | ------------------- | ------------------- | ------------------- | ------------------- | ------------------- | ------------------- | ------------------- | ------------------- | ------------------- | ------------------- |
| Джерело: NOAA, HKO (sun)                   |                     |                     |                     |                     |                     |                     |                     |                     |                     |                     |                     |                     |                     |

## Демографія
Згідно з переписом 2010 року, у місті мешкала 18 931 особа в 7376 домогосподарствах у складі 4581 родини. Густота населення становила 407 осіб/км².  Було 8938 помешкань (192/км²).
Расовий склад населення:
| - 54,7 % — білих - 28,4 % — чорних або афроамериканців - 2,9 % — азіатів - 0,7 % — корінних американців - 10,7 % — осіб інших рас |

До двох чи більше рас належало 2,6 %. Частка іспаномовних становила 16,3 % від усіх жителів.
За віковим діапазоном населення розподілялося таким чином: 24,6 % — особи молодші 18 років, 60,3 % — особи у віці 18—64 років, 15,1 % — особи у віці 65 років та старші. Медіана віку мешканця становила 37,4 року. На 100 осіб жіночої статі у місті припадало 92,8 чоловіків;  на 100 жінок у віці від 18 років та старших — 89,7 чоловіків також старших 18 років.
Середній дохід на одне домашнє господарство  становив 39 439 доларів США (медіана — 28 235), а середній дохід на одну сім'ю — 47 448 доларів (медіана — 34 879). Медіана доходів становила 29 338 доларів для чоловіків та 24 871 долар для жінок. За межею бідності перебувало 29,9 % осіб, у тому числі 39,0 % дітей у віці до 18 років та 11,2 % осіб у віці 65 років та старших.
Цивільне працевлаштоване населення становило 6130 осіб. Основні галузі зайнятості: виробництво — 24,4 %, освіта, охорона здоров'я та соціальна допомога — 19,8 %, мистецтво, розваги та відпочинок — 11,8 %, будівництво — 9,2 %.